# Hydroptila lonchera
Hydroptila lonchera är en nattsländeart som beskrevs av Blickle och Morse 1954. Hydroptila lonchera ingår i släktet Hydroptila och familjen smånattsländor. Inga underarter finns listade i Catalogue of Life.